# Кахабер Цхададзе
Кахабер Цхададзе (на грузински: კახა ცხადაძე; на руски: Кахабер Цхададзе) е съветски и грузински футболист и треньор. Майстор на спорта от международна класа (1992).

## Кариера
Започва кариерата си през 1986 г. в Динамо Тбилиси. Той става известен в Западна Европа с германския тим Айнтрахт Франкфурт, към който се присъединява през 1992 г. След няколко успешни сезона, Цхададзе преминава в Алания Владикавказ през 1997 г. След кратко време, е закупен от английския отбор Манчестър Сити, където се събира със сънародниците си грузинци Муртаз Шелия и Георги Кинкладзе. Времето му при „гражданите“ е изпълнено с контузии, което принуждава отбора да купи други централни защитници като Анди Морисън. През март 2000 г. е освободен от отбора. След това играе за Локомотив Тбилиси и Анжи Махачкала.

### Национален отбор
През 1992 г. той изиграва 6 мача и вкарва 1 гол за ОНД, включително на Евро 1992. Защитникът по-късно става част от формирания грузински национален отбор и изиграва за него 25 мача общо, като е капитан на отбора. Единственият му гол за Грузия е квалификацията за Световно първенство през 1997 г. срещу Полша, като последният му мач е на 30 май 1998 г. срещу Русия.

### Треньор
През декември 2014 г. е назначен за треньор на Грузия.
На 7 април 2016 г. Цхададзе е назначен за треньор на Кайрат Алмати. Подава оставка на 21 юли 2017 г., след отстраняването на Кайрат от Лига Европа.

## Отличия

### Отборни
Динамо Тбилиси
- Еровнули лига: 1990, 1991

Спартак Москва
- Руска Премиер лига: 1992
- Купа на СССР по футбол: 1992

### Треньор
Динамо Тбилиси
- Суперкупа на Грузия: 2005

Интер Баку
- Азербайджанска висша лига: 2009/10

Кайрат Алмати
- Суперкупа на Казахстан: 2017